# Pokémon Mystery Dungeon: Squadra rossa e Squadra blu
Pokémon Mystery Dungeon: Squadra rossa (ポケモン不思議のダンジョン 赤の救助隊?, Pokemon Fushigi no Danjon: Aka no Kyūjodai) e Pokémon Mystery Dungeon: Squadra blu (ポケモン不思議のダンジョン 青の救助隊?, Pokemon Fushigi no Danjon: Ao no Kyūjodai) sono una coppia di videogiochi di Pokémon pubblicati e progettati assieme rispettivamente per Game Boy Advance e Nintendo DS. Questi due giochi sono stati sviluppati da Chunsoft e sono stati pubblicati dalla Nintendo.
Questo è il nono videogioco della serie di Chunsoft Mystery Dungeon (che inizia su Super Famicom con Torneko no Daibōken), e primi giochi della serie Pokémon Mystery Dungeon. Il gioco infatti si svolge in dungeon, ovvero in dei campi da gioco dove ogni singolo Pokémon occupa una posizione ed è possibile raccogliere oggetti, soldi e sfidare i Pokémon avversari senza usare Poké Ball perché tutti i Pokémon sono già in campo. La grafica è bidimensionale. In questi due titoli, tuttavia, il giocatore non impersona un allenatore, ma un Pokémon.
Entrambi i titoli sono stati distribuiti anche per Wii U tramite Virtual Console. Nel 2020 è stato annunciato un remake per Nintendo Switch dal titolo Pokémon Mystery Dungeon: Squadra di soccorso DX.

## Trama
La scelta del Pokémon da assegnare al giocatore avviene dopo una serie di domande iniziali. Il Pokémon viene scelto tra sedici: Bulbasaur, Charmander, Chikorita, Cubone, Cyndaquil, Eevee, Machop, Meowth, Mudkip, Pikachu, Psyduck, Skitty, Squirtle, Torchic, Totodile o Treecko. Dopo che viene stabilito il Pokémon con cui cominciare l'avventura, viene chiesto al protagonista di scegliere un Pokémon accompagnatore tra tutti i Pokémon iniziali (compreso Pikachu). Tuttavia non si può scegliere un accompagnatore dello stesso tipo del protagonista.
All'inizio del gioco ci troveremo in una foresta in stato confusionale cercando di capire come abbiamo fatto a diventare un Pokémon (noi in realtà siamo infatti un umano). All'improvviso arriva il nostro futuro compagno di squadra e dopo un breve dialogo siamo raggiunti da Butterfree che ci chiede di salvare il suo Caterpie che era precipitato in un dirupo formatosi sul suolo. Dopo aver portato a termine la missione il nostro compagno di squadra ci offre di formare una "Squadra di Soccorso" per aiutare gli altri Pokémon in pericolo.
Ogni giorno riceveremo della posta con le missioni ma potremmo anche sceglierne alla bacheca dell'Ufficio Postale Pelipper dove potremmo anche lanciare o accogliere degli SOS via wireless (per essere aiutati o per aiutare nei dungeon degli amici).
Salvando Pokémon in difficoltà è possibile ricevere una somma di denaro in una valuta chiamata "Poké". Questi possono essere spesi nei centri commerciali e all'interno dei "combi market", luoghi che permettono di unire due mosse, o comprare aree amico. Tra i bonus del gioco sono presenti le bacche, già presenti a partire da Pokémon Oro e Argento.

## Modalità di gioco
La grande novità di questi spin-off di Pokémon è che gli scontri si svolgono in dungeon, ovvero in un campo di gioco dove ogni Pokémon, oggetto e tutte le cose utilizzabili occupano una casella del campo. Per facilitare l'esplorazione del Dungeon mentre lo esploreremo si comporrà una mappa che rappresenta le varie stanze e i vari canali di collegamento tra una stanza e l'altra.
I Dungeon di questa edizione di Pokémon sono caratterizzati per essere dinamici ovvero lo stesso posto avrà piani sempre diversi (ma il numero di piani rimarrà costante). Ogni dungeon è quindi costituito da più piani e l'obiettivo di ogni piano è infatti raggiungere la scala per procedere al successivo fino a raggiungere il Pokémon da soccorrere (o da sfidare, in alcuni casi). Per uscire da un dungeon è necessario portare a termine la missione o raggiungere l'ultimo piano del dungeon stesso ma non è necessario né raccogliere tutti gli strumenti né sconfiggere tutti i nemici.
Pokémon Mystery Dungeon è quindi essenzialmente un videogioco di ruolo a turni dove ad ogni azione, spostamento, ecc. corrisponde una mossa avversaria (ed alleata).

## Accoglienza
| Testata                    | Versione | Giudizio |
| -------------------------- | -------- | -------- |
| Metacritic (media al)      | DS       | 62/100   |
| Metacritic (media al)      | GBA      | 67/100   |
| 1UP.com                    | GBA      | A-       |
| 1UP.com                    | DS       | A-       |
| Electronic Gaming Monthly  | DS       | 7,2/10   |
| Eurogamer                  | DS       | 7/10     |
| Famitsū                    | DS       | 35/40    |
| Game Informer              | DS       | 3/10     |
| GamePro                    | DS       | 5/10     |
| GameSpot                   | GBA      | 5,2/10   |
| GameSpot                   | DS       | 5.2/10   |
| GameSpy                    | GBA      | 4/5      |
| GameSpy                    | DS       | 4/5      |
| GamesRadar+                | DS       | 6/10     |
| IGN                        | GBA      | 6,5/10   |
| IGN                        | DS       | 6,5/10   |
| Nintendo Power             | GBA      | 80%      |
| Nintendo Power             | DS       | 80%      |
| Official Nintendo Magazine | DS       | 7/10     |
| PALGN                      | DS       | 6/10     |

Il gioco ha ricevuto recensioni nella media.  IGN ha classificato il gioco come "passabile", ritenendo che la versione DS avrebbe potuto essere migliore se non fosse stata realizzata per Game Boy Advance. Hanno affermato: "Per un gioco che incoraggia il gioco di squadra, è incredibile che Chunsoft abbia perso l'occasione di esplorare i dungeon e finire le missioni assieme a un amico". Il gioco è stato criticato per la sua grafica, in quanto i revisori hanno affermato che la versione DS non migliora graficamente sulla versione GBA. GameSpot ha assegnato 5,2, affermando: "Non importa quanto tu dichiari di amare i Pokémon, dovresti probabilmente saltare Pokémon Mystery Dungeon", affermando inoltre: "Il gioco di dungeon hack di Chunsoft non era granché in partenza, e l'aggiunta di caratteristiche Pokémon non ha fatto nulla per cambiarlo". 1UP ha dato ai giochi un A-, dicendo: "si può realizzare che il gioco non è 'perfetto', ma in qualche modo crea dipendenza". GameSpy ha dichiarato: "Può confondere alcuni e frustrare altri, ma la sua natura avvincente dovrebbe tenerti agganciato finché non impari ad apprezzare l'arte del dungeon crawl". Nintendo Power ha dato al gioco un 80/100, dicendo: "Mystery Dungeon non è perfetto, ma i suoi aspetti robusti e originali formano un gioco più solido di quanto molti si aspettassero". Electronic Gaming Monthly ha dato al gioco un punteggio di 7,2/10, affermando che "conservare e ottenere oggetti è una seccatura", criticando il fatto che la sconfitta comportasse la perdita di molti oggetti di valore.
Alla fine del 2006, Pokémon Mystery Dungeon: Squadra Blu aveva venduto oltre 761 000 copie in Giappone, mentre Squadra Rossa aveva venduto poco più di 715 000. Al 25 luglio 2007, Squadra Blu ha venduto 3,08 milioni di copie in tutto il mondo, mentre Squadra Rossa ha venduto 2,20 milioni di copie entro il 31 marzo.